# Sprague River
Der Sprague River ist ein Nebenfluss des Williamson River im südwestlichen Oregon. Die beiden mit knapp 50 km Länge etwa gleich langen Quellflüsse entspringen beide im südwestlichen Lake County. Sie vereinen sich 58 km nordöstlich der Stadt Klamath Falls.
Der Sprague River fließt durch eine trockene vulkanische Hochebene. Sein wichtigster Nebenfluss ist der Sycan River. Dieser fließt nahe der Ortschaft Beatty in den Mittellauf des Sprague. Bei Chiloquin, nur wenige Kilometer östlich des Upper Klamath Lake, mündet der Sprague River in den Williamson River. Der Fluss ist für den Forellenfischfang bekannt.